# Paulbronnimannia
Paulbronnimannia es un género de foraminífero bentónico de la subfamilia Paulbronnimanninae, de la familia Ammodiscidae, de la superfamilia Ammodiscoidea, del suborden Ammodiscina y del orden Astrorhizida. Su especie-tipo es Agathammina judicariensis. Su rango cronoestratigráfico abarca el Triásico medio.

## Discusión
Clasificaciones previas hubiesen incluido Paulbronnimannia en el suborden Textulariina del orden Textulariida.

## Clasificación
Paulbronnimannia incluye a la siguiente especie:
- Paulbronnimannia judicariensis †